# Wolfgang Halm
Wolfgang Halm (* vor 1963) ist ein deutscher Romanist.
Er veröffentlichte Werke insbesondere zur spanischen Grammatik, darunter das 1971 im Max Hueber Verlag erschienene Standardwerk Moderne spanische Kurzgrammatik, das in fünfter Auflage vorliegt.

## Veröffentlichungen
- Moderne spanische Kurzgrammatik. Hueber, Ismaning 1971, DNB 456866345.
- mit Klaus Uppendahl: Sätze aus dem Alltagsgespräch deutsch-portugiesisch/brasilianisch = Frases para conversação quotidiana alemão-português/brasileiro. Hueber, München 1986, ISBN 3-19-005102-X, S. 39.
- mit Albert Barrera-Vidal: Spanischer Mindestwortschatz. 5. Auflage. Hueber, München 1994, ISBN 3-19-004058-3.

Übersetzungen
- Pío Baroja: Der Baum der Erkenntnis. (El árbol de la ciencia.) Winkler, München 1963, DNB 450234150
- José Ortega y Gasset: Eine Interpretation der Weltgeschichte. Rund um Toynbee. (Una interpretación de la historia universal.) Müller, München 1964, DNB 453658474